# Dows
Dows é uma cidade localizada no estado americano de Iowa, no Condado de Franklin e Condado de Wright.

## Demografia
Segundo o censo americano de 2000, a sua população era de 675 habitantes.
Em 2006, foi estimada uma população de 595, um decréscimo de 80 (-11.9%).

## Geografia
De acordo com o United States Census Bureau tem uma área de
2,1 km², dos quais 2,0 km² cobertos por terra e 0,1 km² cobertos por água.

## Localidades na vizinhança
O diagrama seguinte representa as localidades num raio de 16 km ao redor de Dows.